# Гольдштюкер, Теодор
Теодор Гольдштюкер (нем. Theodor Goldstücker, 1821—1872) — прусский филолог—санскритолог, переводчик и педагог еврейского происхождения.

## Биография
Теодор Гольдштюкер родился 18 января 1821 года в городе Кёнигсберге. Учился в университете родного города и в Боннском университете. Позже он отправился в Париж, где он исследовал богатые местные коллекции санскритских рукописей. В 1846 году вернулся в Германию и долгое время жил в Берлине.
Переехав в Англию, занимал в Университетском колледже Лондона кафедру санскритского языка.
Основал общество для издания санскритских текстов и был президентом Азиатского и филологического общества в Лондоне. 
Теодор Гольдштюкер умер 6 марта 1872 года в Лондоне.
Своё литературное наследие, он оставил англо-индийскому правительству и, согласно его завещанию, он, по неизвестным причинам, запретил публиковать раньше 1920 года.

## Избранная библиография
- «Dictionary, Sanscrit and English» (1856—63);
- «Pânini, his place in Sanscrit literature» (1861);
- перевод «Prabodhatschandrodaja» (1842);
- «On the deficiencies in the present administrations of Hindu law» (1878);
- «Mahâbhâshya».